# ジヒドロアクチニジオリド
ジヒドロアクチニジオリド（英: Dihydroactinidiolide）は揮発性テルペンの一種である。茶のような香りをもち、フレグランスなどに使用される。天然には紅茶、フェヌグリーク、ヒアリ、マンゴー、マタタビやタバコ、イグサなどに含まれる。また化学合成によっても製造される。本物質はさまざまな昆虫に対しフェロモンとして作用する。例として、アカヒアリの働きアリが女王アリを認識するフェロモンの3つの成分のひとつである。
イヌハッカからネペタラクトンとともに発見されたが、この植物にはこれらと同様にネコを誘引する作用のあるアクチニジンが含まれており、しばしば興奮したネコにより引き裂かれた個体が見られることから、"Cultivators of silver vine"（銀の蔓の耕耘機）と表現される。
新品の畳の芳香成分中ではフィトンチッドに次ぎ約10%を占め、重要な役割を果たす。他の芳香成分を引きたてる特性がある。